# Nhà thờ gỗ Tserkvas trên dãy Karpat ở Ba Lan và Ukraina
Nhà thờ gỗ Tserkvas của vùng Carpath tại Ba Lan và Ukraina (tiếng Ba Lan: Drewniane cerkwie regionu karpackiego w Polsce i na Ukrainie; tiếng Ukraina: Дерев'яні церкви карпатського регіону Польщі і України, đã Latinh hoá: derev'yani tserkvy karpatsʹkoho rehionu Polʹshchi i Ukrayiny) là một nhóm nhà thờ gỗ Công giáo Đông phương, nhà thờ Chính thống giáo ở Ba Lan và Ukraina đã được ghi vào danh sách Di sản thế giới của UNESCO vào tháng 6 năm 2013.
Nằm ở rìa phía đông của Đông Âu, đây là di sản xuyên quốc gia được lựa chọn gồm 16 nhà thờ gỗ Tserkvas được xây dựng theo các bản vẽ bằng gỗ từ giữa thế kỷ 16 tới 19 của các cộng đồng của Giáo hội Chính thống Hy Lạp và Công giáo Đông phương. Đây là các đại diện cho những biểu hiện văn hóa của bốn nhóm dân tộc và các đặc tính chính của nhà thờ gỗ. Với các hoa văn trang trí và kỹ thuật xây dựng, các nhà thờ đã phát triển rộng ra khắp khu vực theo thời gian. Các nhà thờ gỗ tserkvas là bằng chứng cho một truyền thống xây dựng khác biệt đan xen với các yếu tố truyền thống địa phương. Các nhà thờ tserkvas được xây dựng với đặc trưng về vòm nhà tứ giác hoặc bát giác mở với mỗi một nhà thờ có cấu trúc gồm ba phần. Nhà thờ bao gồm các tháp chuông bằng gỗ, của sổ, vòm tròn, các họa tiết trang trí đa màu, nội thất cũng như cổng ra vào, nghĩa trang.
Dưới đây là danh sách các nhà gỗ được đưa vào di sản thế giới bao gồm:
| Ba Lan - Nhà thờ thánh Michael Archangel, Brunary, Małopolskie - Nhà thờ Thánh Paraskevi, Kwiatoń, Małopolskie - Nhà thờ Bảo vệ Đức Bà thiêng liêng nhất của chúng tôi, Owczary, Małopolskie - Nhà thờ Thánh James, Powroźnik, Małopolskie - Nhà thờ Đức Chúa Trời, Chotyniec, Chotyniec, Podkarpackie - Nhà thờ Thánh Paraskevi, Radruż, Podkarpackie - Nhà thờ thánh Michael Archangel, Smolnik, Podkarpackie - Nhà thờ thánh Michael Archangel, Turzańsk, Podkarpackie | Ukraina - Nhà thờ Nguồn gốc của Chúa Thánh Thần, Potelych, Lviv - Nhà thờ Chúa Ba Ngôi, Zhovkva, Lviv - Nhà thờ thánh George, Drohobych, Lviv - Nhà thờ thánh Demetrios, Matkiv, Lviv - Nhà thờ Nguồn gốc của Chúa Thánh Thần, Rohatyn, tỉnh Ivano-Frankivsk - Nhà thờ chính thống Chúa Giáng Sinh Đức Mẹ, Nyzhniy Verbizh, tỉnh Ivano-Frankivsk - Nhà thờ Archangel Michael, Uzhok, Zakarpattia - Nhà thờ Thăng thiên, Yasynia, Zakarpattia |

## Hình ảnh

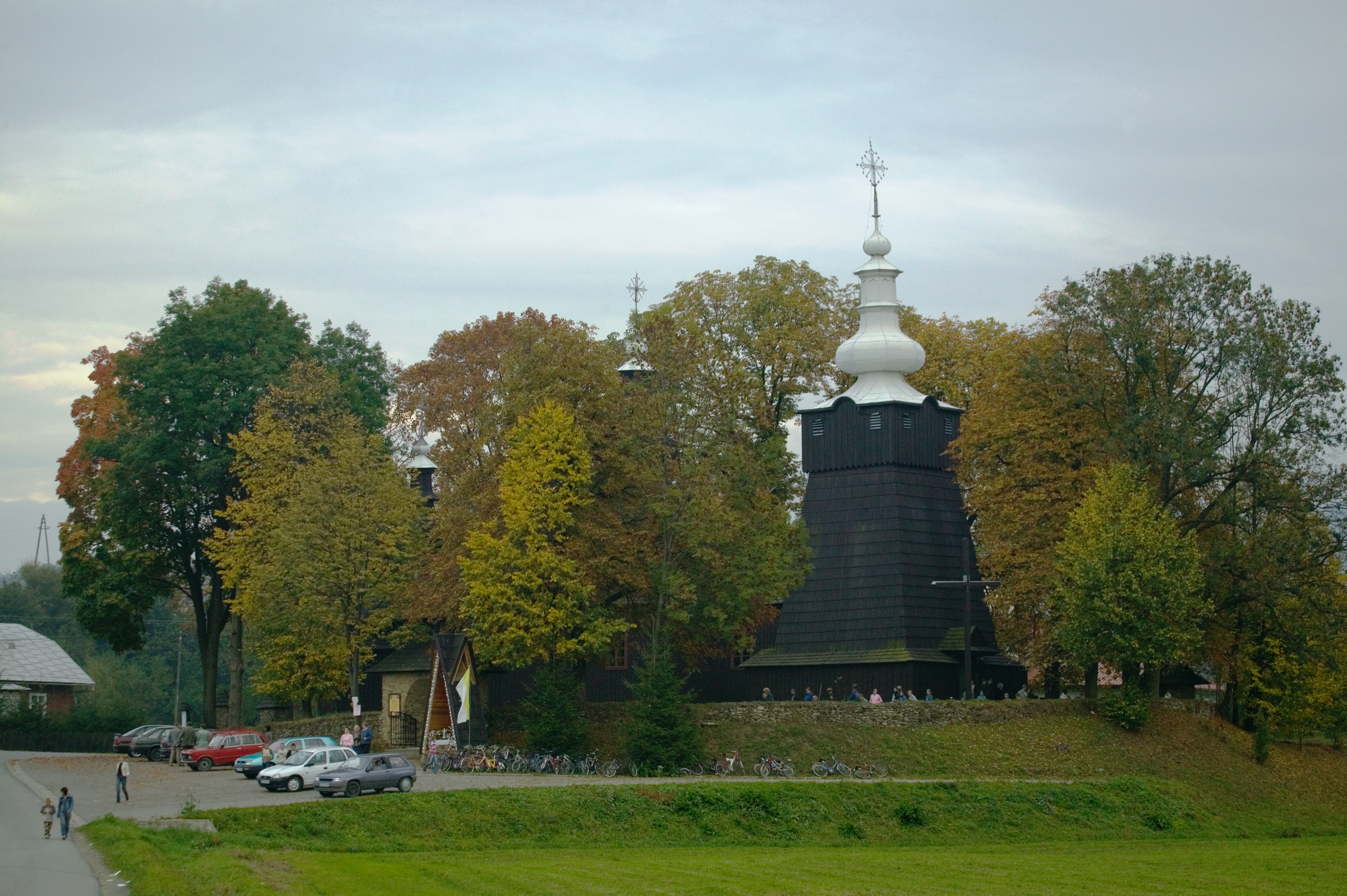
Nhà thờ thánh Michael Archangel, Brunary
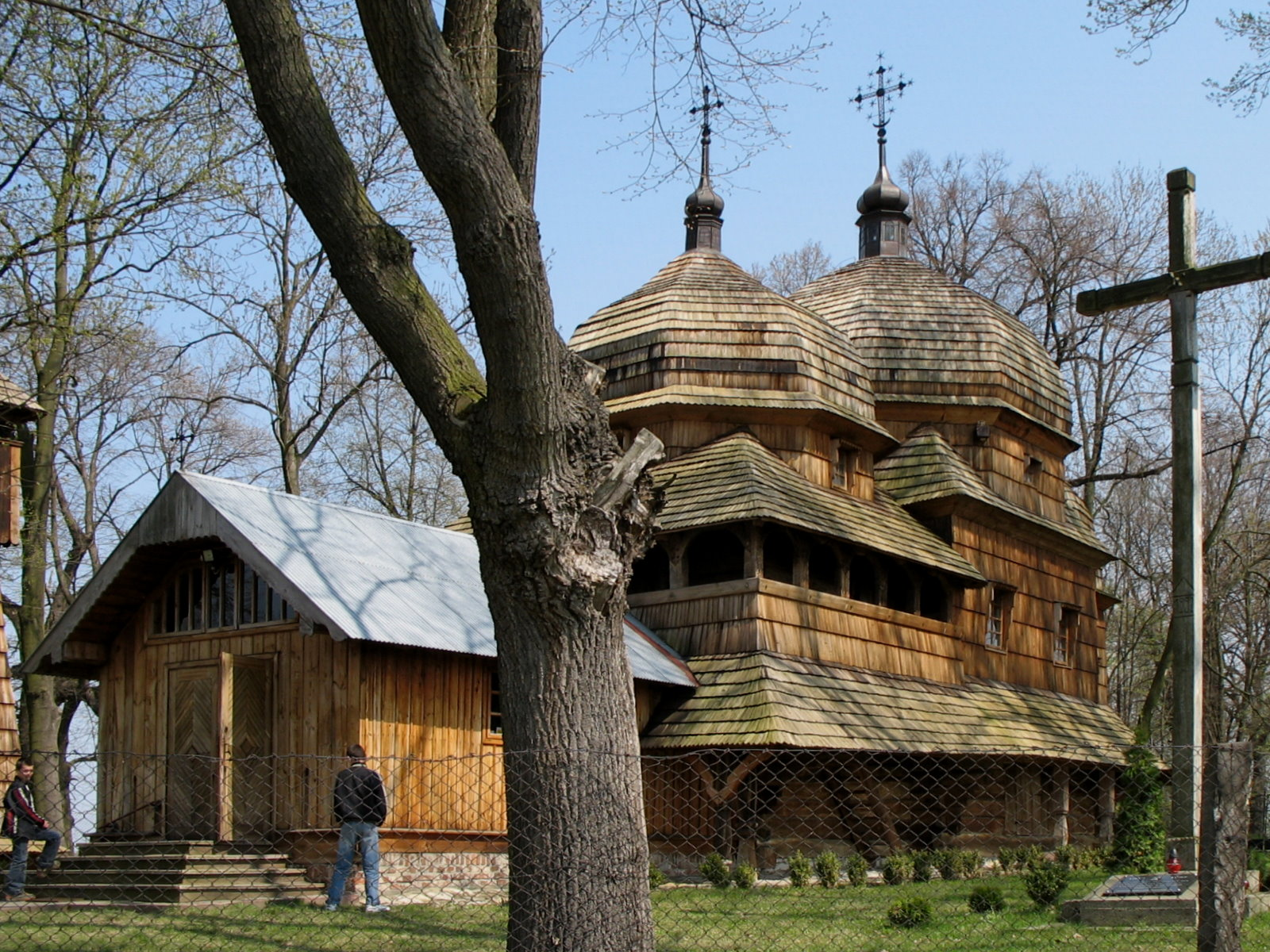
Nhà thờ Đức Chúa Trời, Chotyniec, Chotyniec
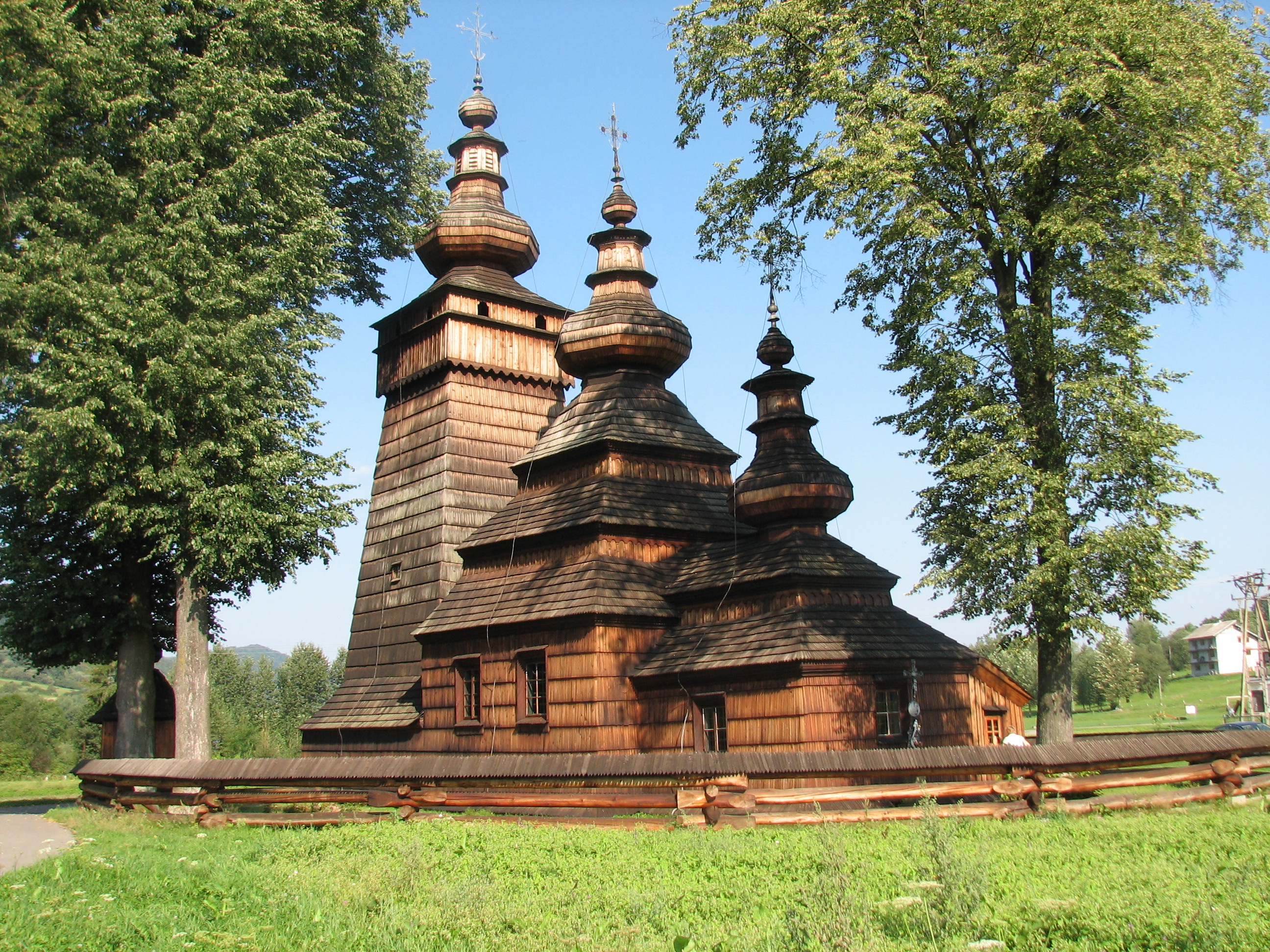
Nhà thờ Thánh Paraskevi thế kỷ 17
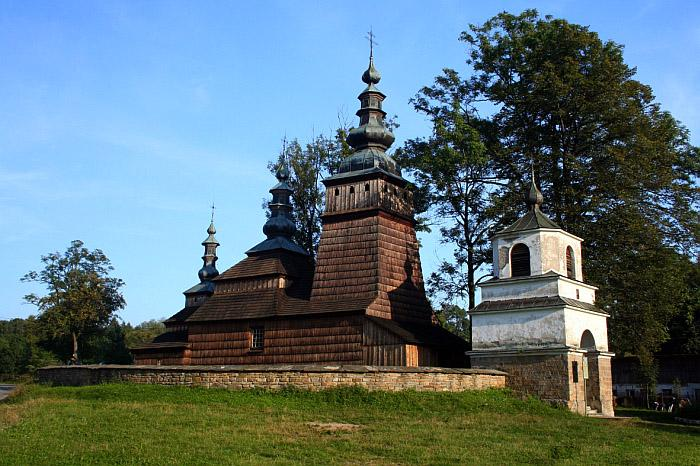
Nhà thờ Bảo vệ Đức Bà thiêng liêng nhất của chúng tôi
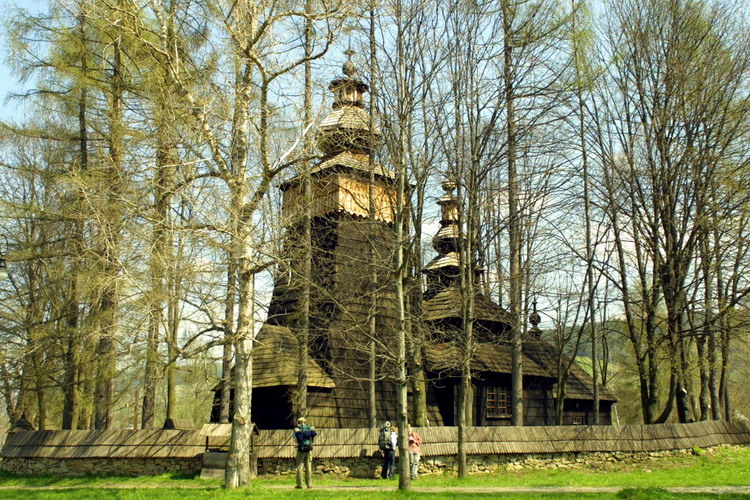
Nhà thờ Thánh James, Powroźnik
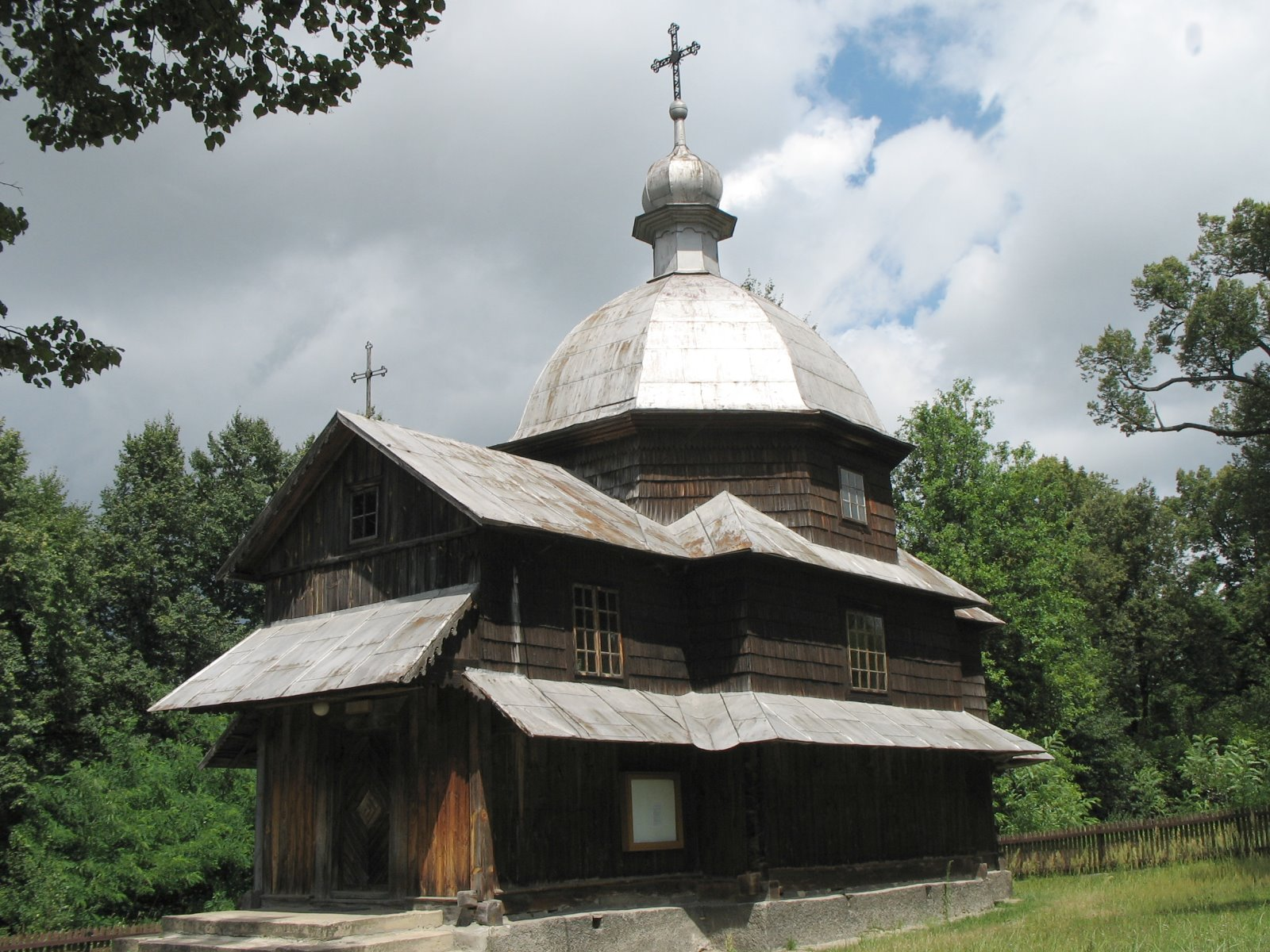
Nhà thờ Thánh Paraskevi, Radruż
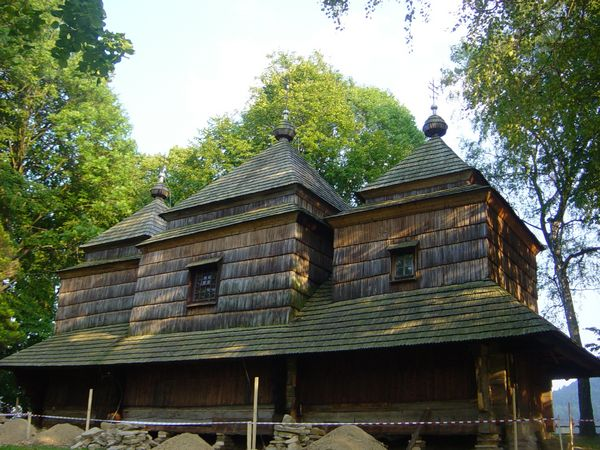
Tserkva của Tổng lãnh thiên thần St. Michael, Smolnik
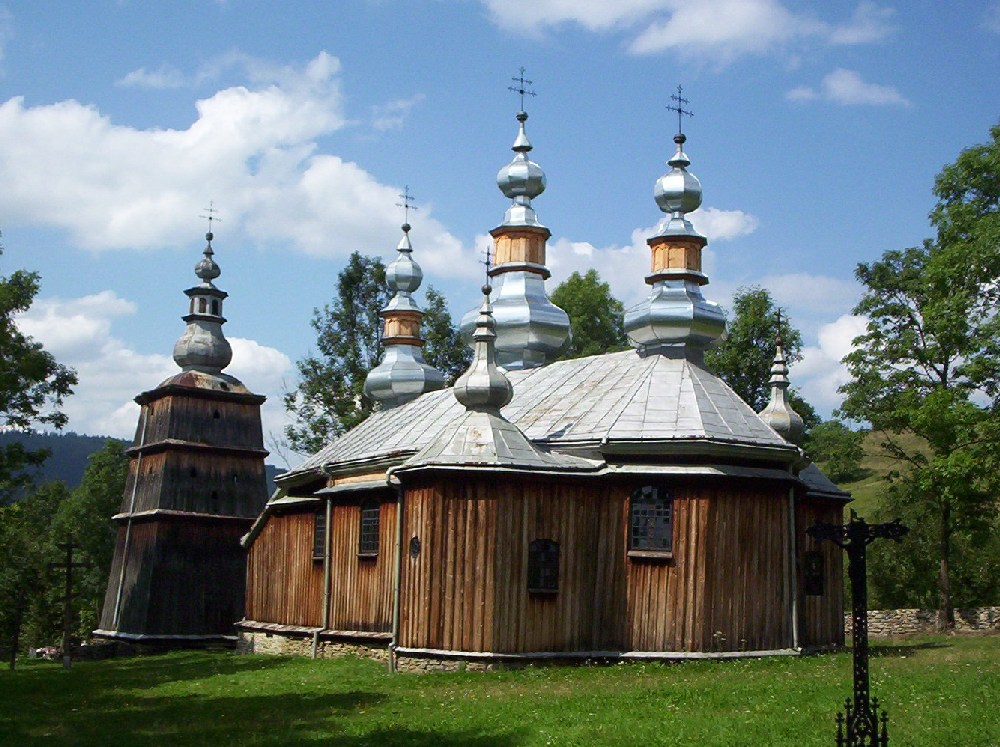
Nhà thờ thánh Michael Archangel, Turzańsk
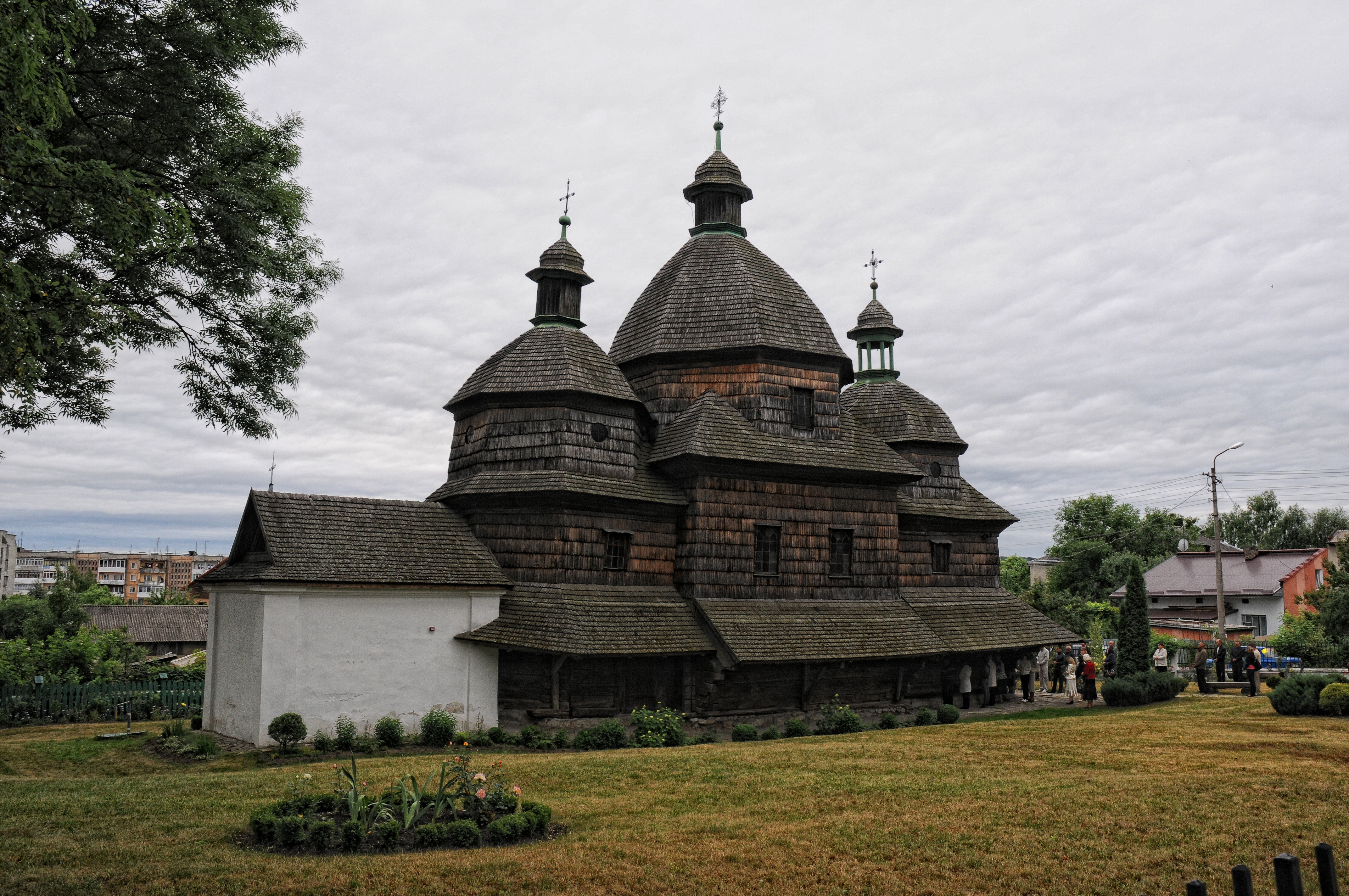
Nhà thờ Chúa Ba Ngôi
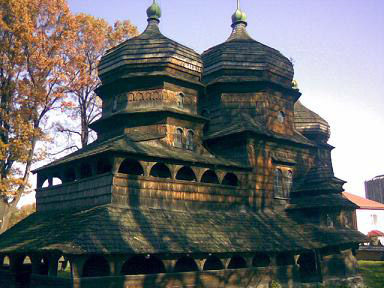
Nhà thờ thánh George
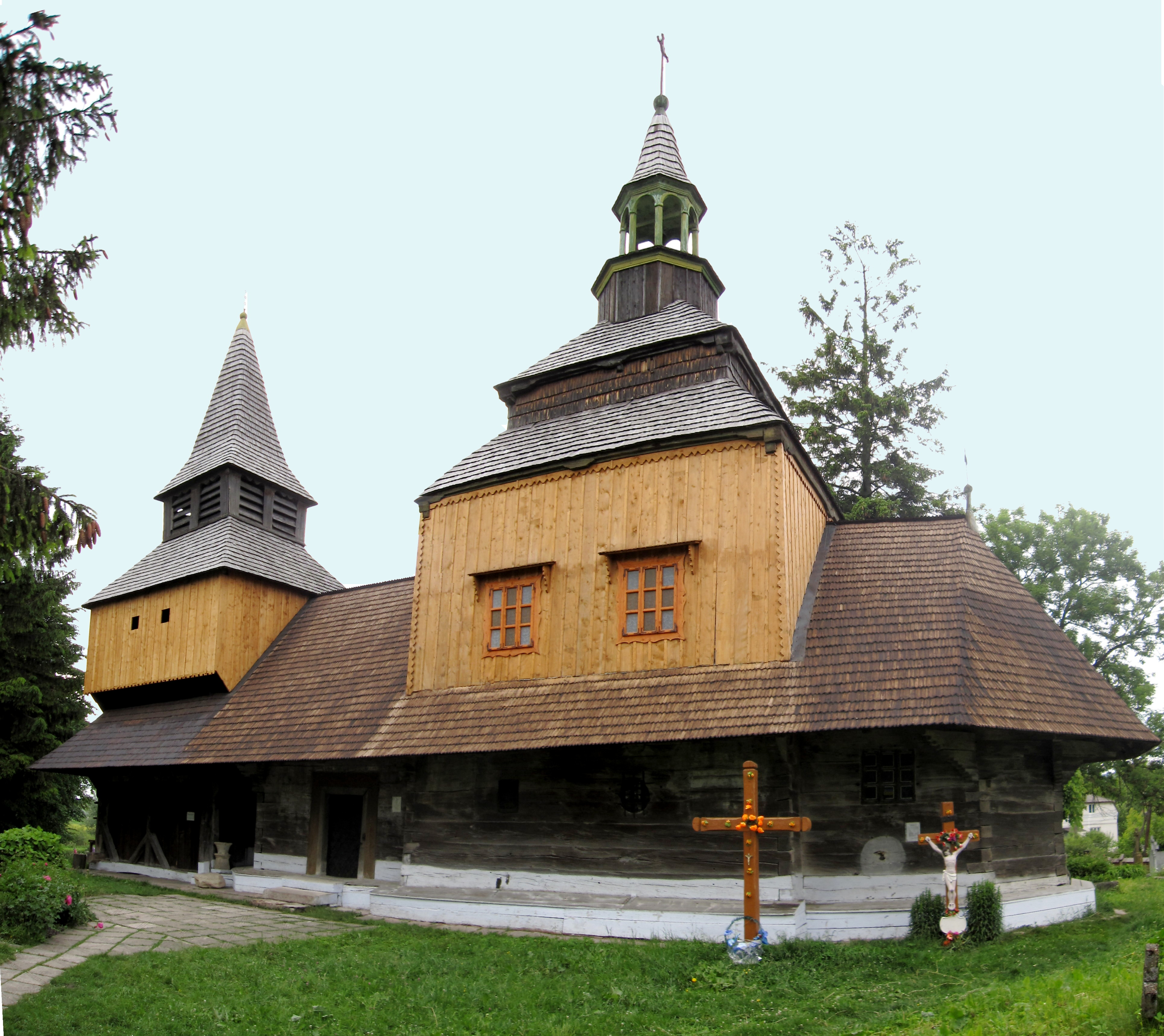
Nhà thờ Nguồn gốc của Chúa Thánh Thần, Rohatyn